# Suède au Concours Eurovision de la chanson 1963
La Suède a participé au Concours Eurovision de la chanson 1963 à Londres. C'est la 6e participation de la Suède au Concours Eurovision de la chanson. Elle se retire du concours l'année suivante avant d'y retourner pour l'édition de 1965.
Le pays est représenté par la chanteuse Monica Zetterlund et la chanson En gång i Stockholm, sélectionnées par Sveriges Radio (SR) au moyen d'une finale nationale.

## Sélection

### Eurovisionsschlagern svensk final 1963
Le radiodiffuseur suédois, Sveriges Radio, organise une finale nationale intitulée Eurovisionsschlagern svensk final 1963 (littéralement : « Finale suédoise pour l'Eurovision 1963 » en suédois), par la suite également référencée comme étant la 5e édition du Melodifestivalen, pour sélectionner la chanson et l'artiste représentant la Suède au Concours Eurovision de la chanson 1963,.
La finale nationale suédoise, présentée par Sven Lindahl (en), a lieu le 16 février 1963 au Cirkusteatern à Stockholm.

#### Finale
Douze chansons ont participé à cette sélection et sont toutes interprétées en suédois, langue nationale de la Suède. Chaque chanson est interprétée deux fois, la première avec un grand orchestre et la seconde fois avec un petit orchestre.
Seuls les résultats des trois chansons arrivées en tête du classement furent annoncés.
| Ordre | 1er interprète                                      | 2e interprète                             | Chanson                           | Traduction                           | Place |
| ----- | --------------------------------------------------- | ----------------------------------------- | --------------------------------- | ------------------------------------ | ----- |
| 1     | Lars Lönndahl (en)                                  | Gunnar Wiklund (en)                       | Vårens flickparad                 | Parade de filles du printemps        | NC    |
| 2     | Charlie Norman (en), Roffe Berg & Hasse Burman (sv) | Gerd Söderberg (sv)                       | Hong-Kong-sång                    | Chanson d'Hong-Kong                  | NC    |
| 3     | Anna-Lena Löfgren                                   | Ann-Louise Hanson (sv)                    | Säg varför                        | Dis-moi pourquoi                     | NC    |
| 4     | Gerd Söderberg                                      | Charlie Norman, Roffe Berg & Hasse Burman | Storstadsmelodi                   | Mélodie de la grande ville           | 2     |
| 5     | Per (sv) & Ulf Lindqvist (sv)                       | Lily Berglund (en)                        | Rosen och vinden (sv)             | La rose et le vent                   | NC    |
| 6     | Monica Zetterlund                                   | Carli Tornehave (en)                      | En gång i Stockholm               | Une fois à Stockholm                 | 1     |
| 7     | Lily Berglund                                       | Mona Grain (sv)                           | Sen igår är vi kära               | Depuis hier nous sommes amoureux     | NC    |
| 8     | Tommy Jacobson                                      | Bertil Englund (sv)                       | Fröken eko                        | Mademoiselle écho                    | NC    |
| 9     | Gunnar Wiklund                                      | Tommy Jacobson                            | Scheherazade                      | Shéhérazade                          | NC    |
| 10    | Mona Grain                                          | Ann-Catrine Widlund                       | Jag är så trött på allt det här   | Je suis fatiguée de tout ça          | NC    |
| 11    | Ann-Louise Hanson                                   | Per & Ulf Lindqvist                       | Zum, zum, zum lilla sommarbi (sv) | Zum, zum, zum petite mouche estivale | NC    |
| 12    | Carli Tornehave                                     | Lars Lönndahl                             | Twist till menuett                | Twist jusqu'au menuet                | 3     |

Lors de cette sélection, c'est la chanson En gång i Stockholm interprétée par Monica Zetterlund qui fut choisie.

## À l'Eurovision
Chaque jury national attribue un à cinq points à ses cinq chansons préférées.

### Points attribués par la Suède
| 5 points | Danemark    |
| 4 points | Monaco      |
| 3 points | Autriche    |
| 2 points | Royaume-Uni |
| 1 point  | Suisse      |

Monica Zetterlund interprète En gång i Stockholm en 13e position lors de la soirée du concours, suivant l'Espagne et précédant la Belgique.
Au terme du vote final, la Suède termine 13e et dernière — à égalité avec la Finlande, la Norvège et les Pays-Bas —, n'ayant reçu aucun point,.